# Aptesis albibasalis
Aptesis albibasalis là một loài tò vò trong họ Ichneumonidae.